# NGC 98
NGC 98 est une vaste galaxie spirale barrée située dans la constellation du Phénix. NGC 98 a été découverte par l'astronome britannique John Herschel en 1834.

## Caractéristiques
Sa vitesse par rapport au fond diffus cosmologique est de 5 961 ± 20 km/s, ce qui correspond à une distance de Hubble de 87,9 ± 6,2 Mpc (∼287 millions d'al).
La classe de luminosité de NGC 98 est II-III et elle présente une large raie HI.